# Vérigny
Vérigny település Franciaországban, Eure-et-Loir megyében. Lakosainak száma 302 fő (2013). Vérigny Briconville, Clévilliers, Dangers, Thimert-Gâtelles, Tremblay-les-Villages és Mittainvilliers községekkel határos.

## Népesség
A település népessége az elmúlt években az alábbi módon változott:
| Lakosok száma | 187  | 183  | 174  | 198  | 200  | 215  | 255  | 287  | 308  | 302  |
|               | 1962 | 1968 | 1975 | 1982 | 1990 | 1999 | 2006 | 2008 | 2011 | 2013 |